# リンカン (イングランド)
リンカン (Lincoln) は、イングランド東部のシティかつバラで、リンカンシャー州の州都。人口は9万7541人（2014年）。

## 歴史

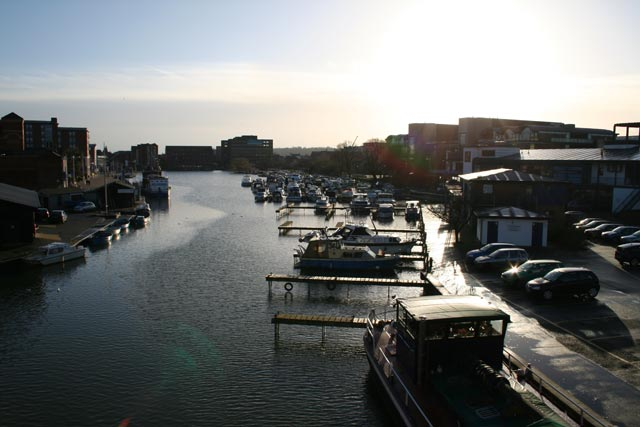
ブレイフォード・プール

### 起源
リンカンは、ウィザム川（Witham）の川幅が広がった場所（ブレイフォード・プール：Brayford Poolと呼ばれる）の畔に発達した町である。この町の歴史は、紀元前1世紀にまでさかのぼることができ、当時の住居跡がブレイフォード・プールのそばで発掘されている。
クラウディウス帝の治世にローマ帝国の支配下に入ると、川を見渡す丘の上にローマ軍の要塞が建設され、軍事上の拠点と位置づけられた。その後、西暦71年にローマ軍の拠点がエボラクム（Eboracum、現在のヨーク）に移転した際に、植民市（コロニア）になった。「リンカン」という町の名前は、このときの植民市の名前"Lindum Colonia"が後の時代に縮まったものである。なお、"Lindum"とは、一説では、ローマ帝国が支配する前に居住していたケルト人の言葉で「黒ずんだ池(dark pool)」を意味する"Lindu"に由来するのではないかと言われている。
リンカンの町は、フォッス街道 (Fosse Way)の終点であるだけでなくトレント川、ウィザム川を通じて海に出ることもできる交通の要衝であった。また、下ブリタンニア属州が分割されてできたフラウィア・カエサリエンシス(Flavia Caesariensis)属州の州都として政治上も重要な町であった。しかし、5世紀末には一旦衰退し、廃墟に近い状態になった。

### 中世
ヴァイキングの侵入後、リンカンは交易の中心地として再び隆盛を取り戻した。さらに、戦略上重要な場所であったため、ノルマン・コンクエストの2年後の1068年には、ウィリアム1世の命令によるリンカン城が築かれ、軍事上の拠点としての地位も取り戻した。

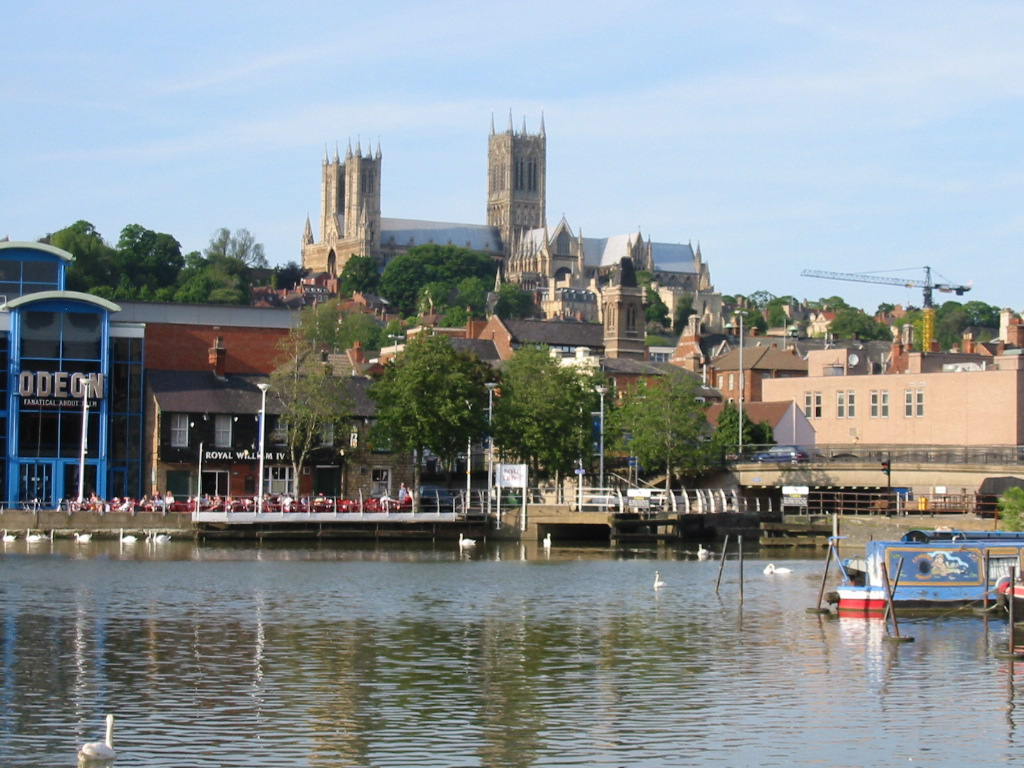
リンカン大聖堂をのぞむ。手前はブレイフォード・プール。

1072年に、今のオックスフォードシャー州ドーチェスターから司教座が移されると、リンカン大聖堂が建てられた。この大聖堂は1185年の地震によって一度倒壊したが、まもなく再建されている。
リンカン司教は、中世にはイングランドの中でも屈指の力を持っていた。イングランド内の修道院の半数以上がリンカン司教区に属しており、多額の寄付も得ていた。
中世のリンカンは、経済的にも繁栄を誇っていた。経済の基盤は織物や羊毛であり、フランドルへ輸出されていた。

### 14 - 16世紀
リンカンは、13世紀にはイングランドで3番目に大きな町になっていた。しかし、14世紀に入ると町の低地の部分が頻繁に洪水に見舞われるようになり、疫病も流行するなど不運に見舞われるようになる。そして16世紀には、宗教改革に伴う修道院廃止の動きが衰退に拍車を掛けた。司教の収入源であり権力の基盤であった修道院が多数閉鎖され、司教は急速に力を失っていったのである。その後、清教徒革命の際、国王派と議会派との抗争に巻き込まれたことも大きな打撃となった。

### 近・現代
しかし18世紀になると、農業革命などの効果もあって、状況は好転し始めた。19世紀に入ると、トレント川とウィザム川とを結ぶ運河 (Foss Dyke)が再整備され、石炭やその他の工業原料も輸送できるようになった。さらに、鉄道が敷設されると、リンカンは重工業の町として再び活気を取り戻すようになった。
第1次世界大戦の頃になると、軍需産業が発達し、戦車の開発が行われるなどした。第2次世界大戦期には、様々な軍需品や乗物を生産していた。戦後は、ガスタービンの生産が主力産業となっている。

## 経済

### 工業
産業用ガスタービンの工場がある。この工場は、現在シーメンス社の傘下にある。

### 観光
リンカンへは、歴史的建築物を目当てに観光客も訪れる。特に、大聖堂や城は主要な観光名所である。

## 出身人物
- ジョージ・ブール - 数学者
- レジナルド・グッドオール - 指揮者
- ネヴィル・マリナー - 指揮者
- ジム・ブロードベント - 俳優

## 姉妹都市
- ポートリンカーン, オーストラリア
- 唐山, 中国
- ノイシュタット・アン・デア・ヴァインシュトラーセ, ドイツ